# Ječmeniště
Ječmeniště este o arie protejată (arie specială de conservare — SAC, sit de importanță comunitară — SCI) din Republica Cehă întinsă pe o suprafață de 61,77 ha, integral pe uscat.

## Localizare
Centrul sitului Ječmeniště este situat la coordonatele 48°45′14″N 16°08′11″E / 48.753889°N 16.136389°E.

## Înființare
Situl Ječmeniště a fost declarat sit de importanță comunitară în aprilie 2005 pentru a proteja un număr necunoscut de specii din flora spontană și fauna sălbatică aflate în arealul zonei. Situl a fost protejat și ca arie specială de conservare în ianuarie 2014.

## Biodiversitate
Situată în ecoregiunea panonică, aria protejată conține 3 habitate naturale: Tufărișuri subcontinentale peripanonice, Pajiști stepice panonice pe loess, Pajiști stepice subpanonice.
La baza desemnării sitului se află un număr nedeclarat de specii protejate.